# ألويغ
ألويغ هو مطار صغير في واحة صحراوية؛ يقع في الصحراء الكبرى، وموقع للجيش وقاعدة عسكرية في منطقة فزان بجنوب غرب ليبيا. تقع على بعد حوالي 975 كيلومترًا جنوب عاصمة البلاد طرابلس، وحوالي 500 كيلومتر عن الحدود بين النيجر وتشاد.
كانت القاعدة موقعًا لعدة مواجهات صغيرة في حرب الصحراء الليبية في الحرب الأهلية الليبية عام 2011؛ بين المتمردين المناهضين للقذافي( رجال قبائل التبو بشكل أساسي) والقوات الموالية للقذافي.